# Linija
Linija (ukrainisch Лінія; russisch Линия/Linija, polnisch Henrykówka, deutsch Heinrichshof) ist ein Dorf im Rajon Lwiw der Oblast Lwiw im Westen der Ukraine.
Das Dorf ist auf allen Seiten von Wald umgeben, die einzige Zufahrtsstraße führt von Süden her zum Dorf.
Am 12. Juni 2020 wurde das Dorf ein Teil neu gegründeten Stadtgemeinde Bibrka im Rajon Lwiw; bis dahin gehörte es zusammen mit dem Dorf Stari Strilyschtscha zur Siedlungsratsgemeinde bzw. ab dem 4. September 2015 zur Siedlungsgemeinde Nowi Strilyschtscha im Rajon Schydatschiw.

## Geschichte
Das Dorf wurde 1883 als galiziendeutsche Kolonie Heinrichsdorf bzw. Heinrichshof (polnisch Henrykówka) gegründet. Die Kolonisten waren Protestanten und das nächste evangelische Bethaus und die nächste Volksschule gab es in Dobrjanytschi (Dobrzanica, Dobzau); schon im Schematismus der Evangelischen Superintendentur A. B. Galizien aus dem Jahr 1875 wurde Bedürfnis für Gründung einer neuen Filialgemeinde von Lemberg im Sitz des Bezirkes Bóbrka ausgesprochen. In der Evangelischen Kirche Augsburgischen und Helvetischen Bekenntnisses in Kleinpolen gab es eine Lokalie in Heinrichshof die der Pfarrgemeinde in Unterwalden unterstand.

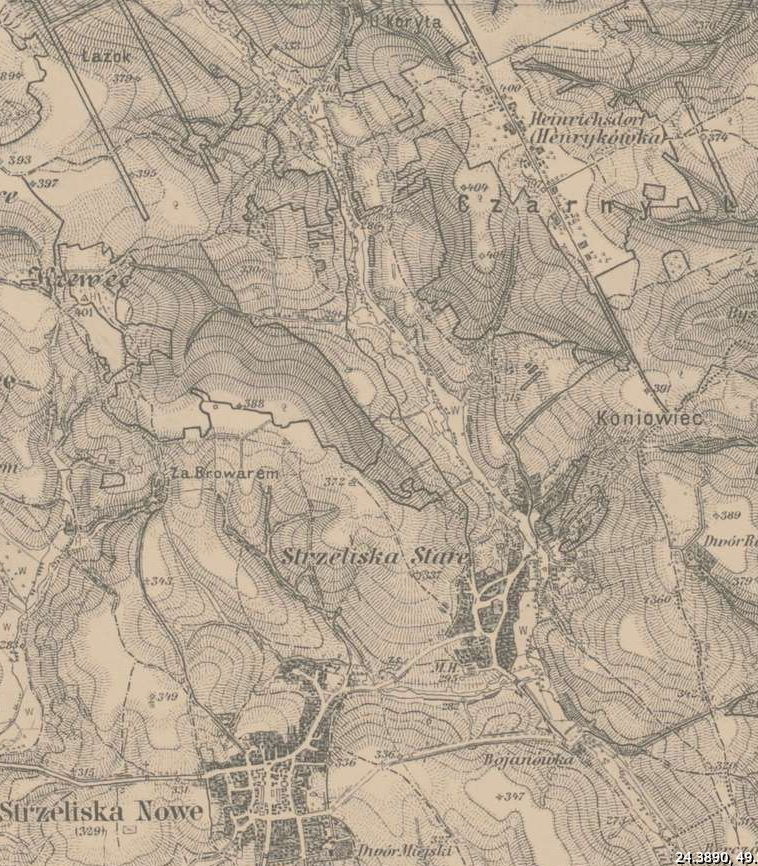
Strilyschtscha Stari und Nowi, sowie die Kolonie Heinrichsdorf auf der Franzisco-Josephinischen Landesaufnahme um 1870

In der Kolonie Heinrichsdorf/Henrykówka in der Gemeinde Strzeliska Stare gab es zur Volkszählung 1900 23 Häuser mit 163 Einwohnern, darunter waren 140 polnischsprachig, 23 ruthenischsprachig, es gab 10 Griechisch-Katholiken, 8 Römisch-Katholiken, 6 Juden und 139 waren anderen Glaubens (evangelisch).
Nach dem Ende des Polnisch-Ukrainischen Kriegs 1919 kam die Gemeinde zu Polen, im Zweiten Weltkrieg gehörte der Ort zuerst zur Sowjetunion und ab 1941 zum Generalgouvernement, ab 1945 wieder zur Sowjetunion, seit 1991 zur Ukraine.